# Reukkolf
De bulbus olfactorius of reukkolf  is een zenuwknoop in de hersenen van gewervelden en betrokken bij reuk; de perceptie van geuren.

## Anatomie
Bij de meeste gewervelde dieren is de reukkolf het verst voor in de grote hersenen gelegen hersendeel. Bij de mens echter rust het boven op de lamina cribrosa van het zeefbeen.

## Functie
De reukkolf heeft maar één bron van input: de axonen afkomstig van de geurreceptoren en ook maar één output: de axonen van de mijtercellen die de reukinformatie naar verschillende delen in de hersenen sturen, zoals de reukschors (cortex olfactorius), de hypothalamus en de amygdala.

## Evolutie
De reukkolf (of het equivalent daarvan) van onder meer de fruitvlieg en de muis hebben dezelfde opbouw (vijf cellagen met daarin de celkernen van drie celtypen), hoewel ze verschillen in grootte en vorm. Hieruit valt echter niet direct te concluderen dat ze ook dezelfde functie hebben.